# Kriegsgräberstätte Ellerbruch
Die Kriegsgräberstätte Ellerbruch in der niedersächsischen Samtgemeinde Land Hadeln, Gemeinde Wingst-Ellerbruch, außerhalb des Ortes am Waldrand gelegene, im Landkreis Cuxhaven stammt aus dem 20. Jahrhundert.
Die Stätte steht unter Denkmalschutz (siehe auch Liste der Baudenkmale in Wingst).

## Geschichte und Beschreibung
Wingst wurde 1301 als Winxhöhe erstmals erwähnt und als organisatorische Einheit Wingster District erst um 1770.

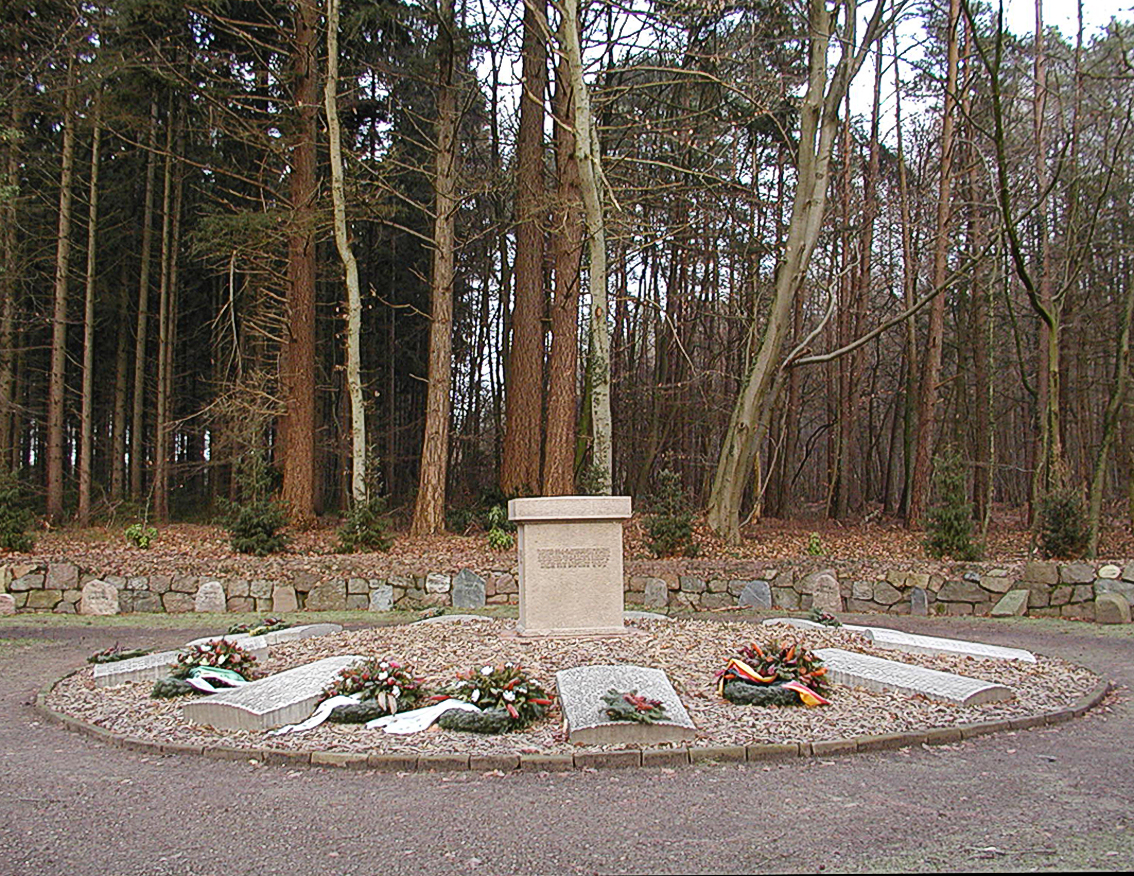

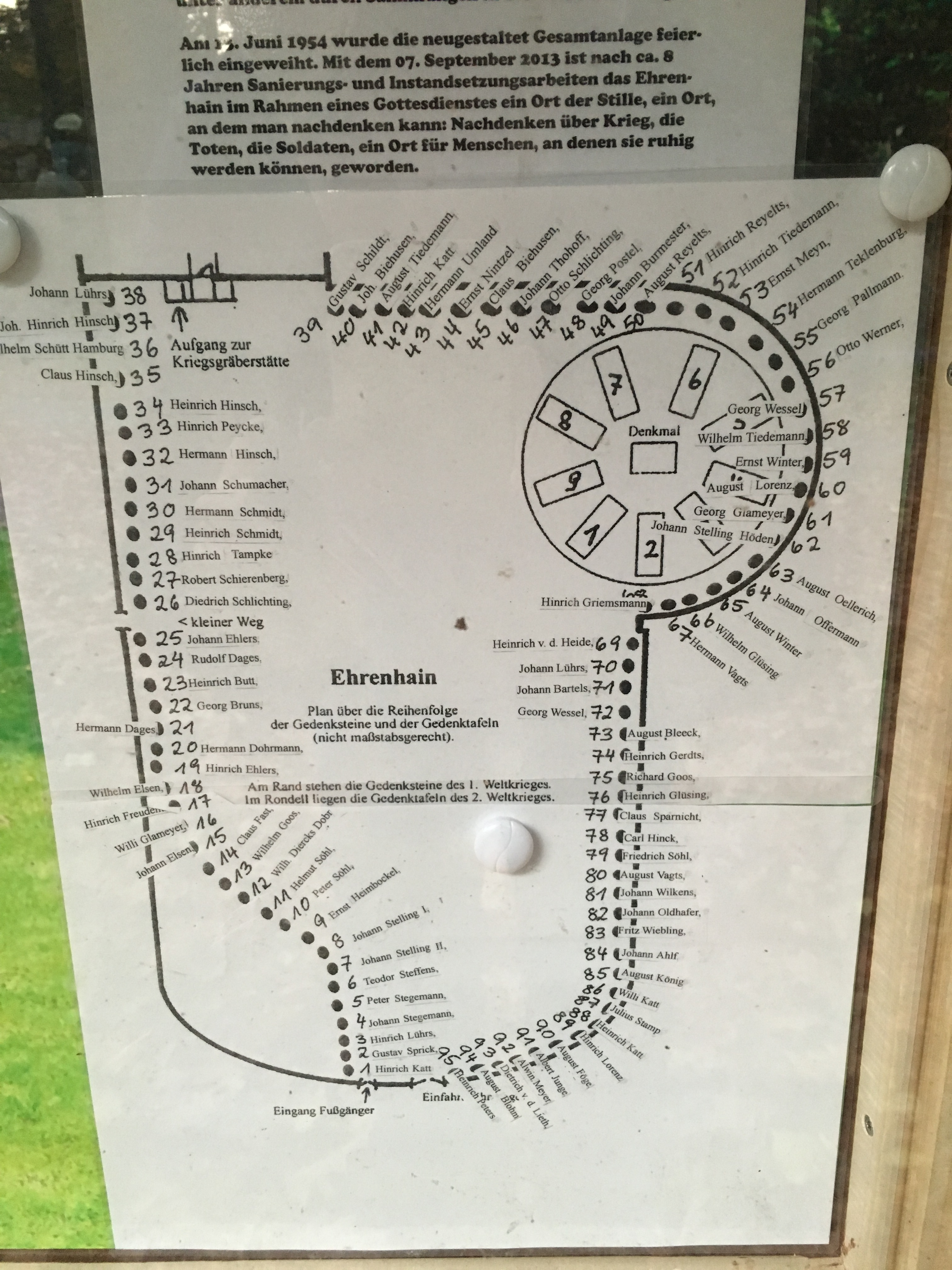

Um 1900 war hier eine Sandkuhle. 1916 wurden die Bäume von russischen Kriegsgefangenen gerodet.
Die Kriegsgräberstätte hat zwei Bereiche:
- Der südliche Ehrenhain von 1921: Von Natursteinmauer eingefasste 95 Gedenksteine der Gefallenen und Vermissten des Ersten Weltkriegs (mit Name und Datum) sowie ein großer Findling mit einer Inschrift. Für jeden Gefallenen wurde als Hain eine Eiche gepflanzt.
- Die nördliche Anlage für die Opfer des Zweiten Weltkriegs entstand bis 1954, wobei auch die vorhandene Stätte neu gestaltet wurde: Gräberfeld aus zwei Halbkreisen; äußere Reihe mit 31 Soldaten von verschiedenen Friedhöfen des ehemaligen Kreises Land Hadeln umgebettet; innere Reihe mit 22 jungen Soldaten, die am 17. Mai 1945 als Kriegsgefangene beim Räumen eines Munitionslagers in der Zementfabrik Hemmoor durch ein Explosionsunglück ihr Leben verloren.[1]

Das Landesdenkmalamt befand u. a.: „An der Erhaltung der Kriegsgräberstätte besteht sowohl aufgrund ihrer orts- und nationalgeschichtlichen als auch ihrer politischen Bedeutung ein öffentliches Interesse.“